# Дамган – Нека
Дамган – Нека – газопровід, прокладений у північноіранських провінціях Семнан та Мазендаран.
У 1980-х до Неки (південний Прикаспій) почали подачу природного газу із розташованого на північному сході Ірану ГПЗ Хангіран, а в 1997-му сюди ж вивели трубопровід від туркменського Корпедже. Протягом наступних двох десятиліть поставки з Туркменістану відігравали важливу роль у покритті попиту на блакитне паливо в північних провінціях Ірану, проте в 2016-му вони суттєво скоротились через різні погляди сторін на стан взаєморозрахунків, а з 2017-го взагалі припинились. Втім, ще за кілька років до того в Ірані запланували спорудження газопроводу Дамган – Нека, котрий створив би новий шлях подачі природного газу до Прикаспію з родовищ на півдні Ірану (до Дамгана блакитне паливо надходить через трубопровід Парчін – Сангбаст)
Влітку 2017-го трубопровід Дамган – Нека ввели в експлуатацію. Він має довжину 170 км та виконаний в діаметрі 1050 мм. Пропускна здатність системи становить 40 млн м3 на добу.
Одним зі споживачів постаченого по трубопроводу ресурсу є ТЕС Нека.